# Comet Lucifer
Comet Lucifer (コメット・ルシファー?, Kometto Rushifā) è una serie televisiva anime prodotta dallo studio 8-Bit per la regia di Yasuhito Kikuchi e Atsushi Nakayama, trasmessa in Giappone tra il 4 ottobre e il 20 dicembre 2015. In Italia i diritti sono stati acquistati da Dynit, che ha caricato gli episodi in simulcast su VVVVID.

## Trama
Gift è un mondo dove brillanti cristalli blu, noti come Giftdium, sono sepolti in profondità sotto terra. Sōgo Amagi, un ragazzo che vive nella prospera città mineraria di Garden Indigo, ha come hobby raccogliere i cristalli più rari, ma un giorno, dopo essere rimasto coinvolto in una disputa tra i suoi compagni di classe Kaon, Roman e Otto, egli finisce per vagare per le rovine più profonde di una miniera dove trova un lago sotterraneo. Qui, Sōgo incontra una misteriosa ragazza dai capelli blu e gli occhi rossi, di nome Felia, con la quale stringerà un legame che darà inizio alla loro avventura.

## Personaggi
Sōgo Amagi (ソウゴ・アマギ?, Sōgo Amagi)
Doppiato da: Yūsuke Kobayashi
Felia (フェリア?, Feria)
Doppiata da: Ayaka Ōhashi
Kaon Lanchester (カオン・ランチェスター?, Kaon Ranchesutā)
Doppiata da: Rie Takahashi
Roman Valov (ロマン・ヴァロフ?, Roman Varofu)
Doppiato da: Takuma Terashima
Otto Motō (オット・モトー?, Otto Motō)
Doppiato da: Ayaka Suwa
Mo Ritika Tzetzes Ura (モ・リティカ・ツェツェス・ウラ?, Mo Ritika Tsetsesu Ura)
Doppiato da: Inori Minase

## Produzione

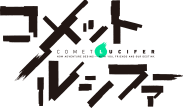
Logo della serie

La serie televisiva anime, prodotta dalla 8-Bit per la regia di Yasuhito Kikuchi e Atsushi Nakayama, è andata in onda dal 4 ottobre al 20 dicembre 2015. Le sigle di apertura e chiusura sono rispettivamente ~The Seed and the Sower~ di Fhána e Oshiete blue sky (おしえてブルースカイ?, Oshiete burū sukai) di Ayaka Ohashi. In Italia gli episodi sono stati trasmessi in streaming, in contemporanea col Giappone, da Dynit su VVVVID a partire dal 5 ottobre 2015, mentre in altre parti del mondo i diritti sono stati acquistati da Crunchyroll e Viewster. In Australia e in America del Nord, invece, la serie è stata concessa in licenza rispettivamente ad Hanabee e Sentai Filmworks. Una serie di corti d'animazione flash, intitolata Garden Indigo no shasō kara (ガーデン・インディゴの車窓から? lett. "Dal finestrino di Garden Indigo"), è stata pubblicata insieme ai volumi BD a partire dal 29 gennaio 2016.

### Episodi
| Nº | Titolo italiano Giapponese 「Kanji」 - Rōmaji                              | In onda          | In onda |
| Nº | Titolo italiano Giapponese 「Kanji」 - Rōmaji                              | Giapponese       |         |
| 1  | Il giovane e la terra 「大地と少年」 - Daichi to shōnen                    | 4 ottobre 2015   |         |
| 2  | Sotto lo stesso tetto 「一つ屋根の下で」 - Hitotsu yane no shita de        | 11 ottobre 2015  |         |
| 3  | Garden Indigo 「ガーデン・イソディゴ」 - Gāden Indigo                      | 18 ottobre 2015  |         |
| 4  | Tempesta 「嵐」 - Arashi                                                   | 25 ottobre 2015  |         |
| 5  | Anime sovrapposte 「重なる魂」 - Kasanaru tamashii                         | 1º novembre 2015 |         |
| 6  | Flower Boy 「フラワーボーイ」 - Furawā Bōi                                 | 8 novembre 2015  |         |
| 7  | Un luogo accogliente 「温もりの場所」 - Nukumori no basho                  | 15 novembre 2015 |         |
| 8  | Strada 「道」 - Michi                                                      | 22 novembre 2015 |         |
| 9  | Un animo che vuole raggiungere gli altri 「伝えたい心」 - Tsutaetai kokoro | 29 novembre 2015 |         |
| 10 | L'altare dell'abisso 「深淵の祭壇」 - Shin'en no saidan                    | 6 dicembre 2015  |         |
| 11 | L'angelo caduto 「堕ちた天使」 - Ochita tenshi                             | 13 dicembre 2015 |         |
| 12 | Il pianeta e il giovane 「星と少年」 - Hoshi to shōnen                     | 20 dicembre 2015 |         |